# São Roberto
São Roberto är en kommun i Brasilien.   Den ligger i delstaten Maranhão, i den nordöstra delen av landet, 1 200 km norr om huvudstaden Brasília. Antalet invånare är 5 957.
Omgivningarna runt São Roberto är huvudsakligen savann. Runt São Roberto är det glesbefolkat, med 11 invånare per kvadratkilometer.